# Кудрявец (сельское поселение село Кудрявец)
Кудрявец — село в  Хвастовичском районе Калужской области. Административный центр сельского поселения «Село Кудрявец».

## История
В XVIII веке село Кудрявец принадлежало дворянам Цуриковым.
В начале XIX века село Кудрявец как приданное было пожаловано  Евграфу Федотовичу Комаровскому.
В 1802 году в личной жизни Евграфа Федотовича произошло ещё одно важное событие. 8 января в церкви Косьмы и Дамиана на Полянке в Москве он обвенчался с Елизаветой Егоровной Цуриковой, ставшей на долгие годы любимой и верной спутницей его жизни. Елизавета Егоровна была дочерью статского советника Егора Степановича Цурикова, которому принадлежало имение в селе Городище Орловской губернии, село Кудрявец в Жиздринском уезде Калужской губернии и другие земли. Все это в качестве приданого  переходит во владение графа Комаровского. С согласия императора Комаровский после свадьбы совершил поездку, чтобы осмотреть деревни своей супруги, и остался весьма доволен ими.
Правда, в своих "Записках" граф Е.Ф. Комаровский ни разу не упоминает ни о селе Кудрявец, ни об имени в этом селе. 
В 2012 году на месте усадьбы был установлен памятник герою 1812 года Евграфу Федоровичу Комаровскому.

## Население
| 2002 | 2010 |
| ---- | ---- |
| 361  | ↘273 |